# Eddy Beugels
Eddy Beugels (né le 19 mars 1944 à Sittard et mort le 12 janvier 2018 à Maastricht) est un coureur cycliste néerlandais. Professionnel de 1967 à 1970, il a notamment remporté le Grand Prix de Francfort en 1968.

## Palmarès

### Palmarès amateur
- 1964
  - 1rea étape du Tour du Saint-Laurent
- 1965
  -  Champion des Pays-Bas des clubs
  - 4eb étape de l'Olympia's Tour
  - 2e du Tour de l'IJsselmeer
  - 3e du Ronde van Zuid-Holland
- 1966
  - Tour de Hollande-Septentrionale
  - Omloop van de Baronie
  - Tour de Twente
  - Trois étapes de la Ronde des Flandres
  - 2e du Tour de Gueldre
  - 2e du Tour du Limbourg
  -  Médaillé d'argent du championnat du monde du contre-la-montre par équipes

### Palmarès professionnel
- 1967
  - Grand Prix de Belgique (contre-la-montre)
  - 5e du Grand Prix des Nations
- 1968
  - Grand Prix de Francfort
  - Tour de Wallonie
  - 3e de la Flèche brabançonne
  - 3e du Circuit du Brabant occidental
- 1969
  - 2e du Championnat de Zurich
  - 3e de Kessel-Lier
- 1970
  - 2e étape du Tour de Suisse
  - Grand Prix Flandria
  - 2e du Grand Prix de Wallonie

## Résultats sur les grands tours

### Tour de France
3 participations
- 1968 : 55e
- 1969 : 83e
- 1970 : 81e

### Tour d'Espagne
1 participation
- 1967 : hors délais (16e étape)

## Distinctions
- Cycliste espoirs néerlandais de l'année : 1966